# Saint-Laurent-de-Terregatte
Saint-Laurent-de-Terregatte là một xã thuộc tỉnh Manche trong vùng Normandie tây bắc nước Pháp. Xã này nằm ở khu vực có độ cao trung bình 115 mét trên mực nước biển.